# Epalinges
Epalinges (hist. Späningen) – miejscowość i gmina (commune) w zachodniej Szwajcarii, w kantonie Vaud, w okręgu (district) Lozanna.

## Demografia
W Epalinges mieszkają 9822 osoby. W 2021 roku 30,7% populacji gminy stanowiły osoby urodzone poza Szwajcarią.

## Transport
Przez teren gminy przebiega droga główna nr 1.